# Кубинский катран
Кубинский катран, или кубинская колючая акула, или кубинская колючепёрая акула (лат. Squalus cubensis) — вид рода колючих акул семейства катрановых акул отряда катранообразных. Обитает в западной части Атлантического океана. Встречается на глубине до 380 м. Максимальный зарегистрированный размер 110 см. Является объектом коммерческого промысла.

## Таксономия
Впервые научно вид описан в 1936 году. Голотип представляет собой взрослого самца длиной 52,4 см, пойманного неподалёку от Гаваны, Куба.

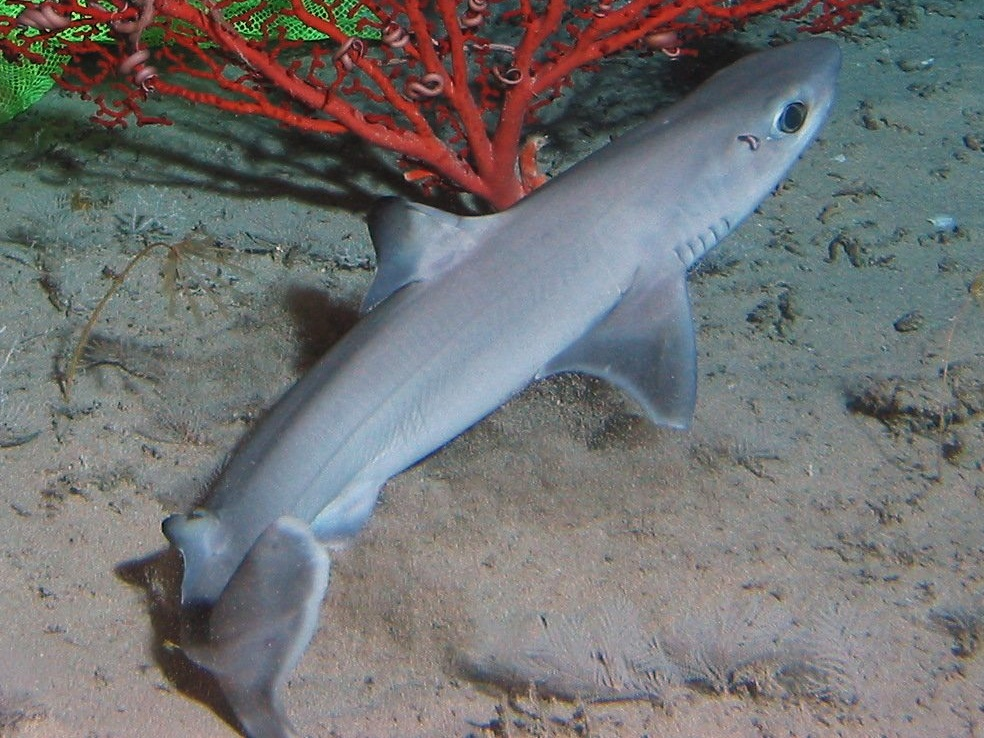

## Ареал
Кубинские колючие акулы обитают в западной части Атлантического океана от побережья Северной Каролины до Флориды, у берегов Кубы, Гаити, на севере Мексиканского залива, у побережья южной Бразилии и Аргентины. Эти акулы встречаются в тёплых умеренных и тропических водах на внешней границе континентального шельфа и в верхней части материкового склона на глубине от 60 до 380 м. Молодые акулы предпочитают держаться на мелководье.

## Описание
Максимальный зарегистрированный размер составляет 110 см. Средняя длина не превышает 75 см. Тело довольно стройное. Рыло заострённое, широкое. Рот слегка изогнут в виде арки. Расстояние от кончика рыла до рта в 1,3—1,4 раза больше ширины рта. Крупные овальные глаза вытянуты по горизонтали, имеют характерный разрез и сдвинуты ближе к кончику морды, чем к первой жаберной щели. Позади глаз имеются брызгальца. Ноздри расположены гораздо ближе к кончику рыла, чем рот. У основания спинных плавников расположены длинные шипы. Основание первого спинного плавника сдвинуто ближе к грудным плавникам. Второй спинной плавник меньше первого. Анальный плавник отсутствует. Хвостовой плавник асимметричный, выемка у края более длинной верхней лопасти отсутствует. На хвостовом стебле имеются латеральные кили и выраженная прекаудальная ямка. Грудные плавники крупные, вентральный кончик закруглён. Тело покрыто мелкими ланцетовидными плакоидными чешуйками. Окраска серая, брюхо светлее, отметины отсутствуют.

## Биология
Кубинские колючие акулы размножаются яйцеживорождением. В помёте до 10 новорожденных. В ротовой полости часто паразитируют крупные равноногие рачки. Рацион, вероятно, состоит из донных рыб и беспозвоночных.

## Взаимодействие с человеком
Вид представляет незначительный интерес для коммерческого промысла. Мясо употребляют в пищу редко, чаще всего используют жир печени для производства масла витаминов. В качестве прилова часто попадаются при глубоководном рыбном промысле. Данных для оценки Международным союзом охраны природы статуса сохранности вида недостаточно.